# Championnat d'Irlande de football 1973-1974
Navigation
Édition précédente Édition suivante
Le Championnat d'Irlande de football en 1973-1974. Cork Celtic FC remporte le championnat pour la première fois de son histoire. C’est la troisième équipe de Cork à remporter le titre de champion d’Irlande.

## Les 14 clubs participants
- Athlone Town
- Bohemians FC
- Cork Celtic FC
- Cork Hibernians
- Drogheda United
- Dundalk FC
- Finn Harps
- Home Farm FC
- Limerick FC
- St. Patrick's Athletic FC
- Shamrock Rovers
- Shelbourne FC
- Sligo Rovers
- Waterford United

## Classement
| Place | Club                      | Points | Victoires | Nuls | Défaites | Buts pour | Buts contre | Différence |
| ----- | ------------------------- | ------ | --------- | ---- | -------- | --------- | ----------- | ---------- |
| 1er   | Cork Celtic FC            | 42     | 18        | 6    | 2        | 50        | 25          | +25        |
| 2e    | Bohemians FC              | 38     | 18        | 2    | 6        | 56        | 18          | +38        |
| 3e    | Cork Hibernians           | 38     | 16        | 6    | 4        | 47        | 23          | +24        |
| 4e    | Finn Harps                | 35     | 15        | 5    | 6        | 51        | 27          | +24        |
| 5e    | Waterford United          | 29     | 11        | 7    | 8        | 55        | 36          | +19        |
| 6e    | Dundalk FC                | 28     | 12        | 4    | 10       | 41        | 36          | +5         |
| 7e    | Shamrock Rovers           | 27     | 11        | 5    | 10       | 31        | 33          | -2         |
| 8e    | St. Patrick's Athletic FC | 22     | 10        | 2    | 14       | 29        | 45          | -16        |
| 9e    | Limerick FC               | 20     | 7         | 6    | 13       | 32        | 45          | -13        |
| 10e   | Home Farm FC              | 20     | 6         | 8    | 12       | 19        | 40          | -21        |
| 11e   | Drogheda United           | 19     | 7         | 5    | 14       | 39        | 59          | -20        |
| 12e   | Athlone Town              | 19     | 8         | 3    | 15       | 25        | 38          | -13        |
| 13e   | Sligo Rovers              | 14     | 6         | 2    | 18       | 28        | 51          | -23        |
| 14e   | Shelbourne FC             | 13     | 4         | 5    | 17       | 31        | 58          | -27        |

## Source
- (en) Alex Graham, Football in the Republic of Ireland : a Statistical Record 1921–2005, Soccer Books Ltd, novembre 2005, 142 p. (ISBN 978-1862231351).